# Manuel Nicolau Pontes de Ataíde e Azevedo
Manuel Nicolau Pontes de Ataíde e Azevedo (Lisboa, Encarnação, 15 de agosto de 1822 - Moçambique, Tete, 12 de outubro de 1869) foi um militar português do século XIX, que exerceu o cargo de Governador-geral de Moçambique, de setembro de 1868 a fevereiro de 1869.

## Biografia
Desde jovem seguiu a carreira militar, tendo-se alistado no exército português aos 18 anos de idade, em 11 de julho de 1841. Menos de 5 anos depois, em 18 de março de 1846, foi promovido a alferes.
Na sequência, faria boa parte da sua carreira militar em Moçambique, onde chegou antes do final do ano de 1849 e seria promovido primeiro a Tenente do Batalhão de Infantaria da província de Moçambique (em 13 de dezembro de 1850), depois a capitão e finalmente nomeado Governador-geral da colónia ("presidente do Conselho do Governo-Geral da província", ou seja, a primeira autoridade moçambicana) em setembro de 1868.
Anteriormente, havia sido transferido para o Timor Português, com o cargo de capitão do batalhão defensor dessa colónia lusa, mas - provavelmente porque não lhe agradava a nomeação - tinha conseguido protelar essa transferência, graças às boas conexões de que dispunha. E assim, mesmo sob um quadro legal de ordem de transferência para outra possessão do império português, logrou chegar ao mais alto cargo governativo de Moçambique.
Na altura da sua nomeação vivia-se, de há muito, uma situação de conflitualidade nas regiões de Manica e de Tete, com as populações recusando submeter-se ao domínio português, o que levara as autoridades coloniais a enviar, desde o ano de 1807, expedições militares com o objetivo de tentar assegurar a soberania portuguesa. Esses esforços incluíram a edificação do Fortim de Dona Amélia de Massangano. Pouco antes da tomada de posse de Manuel Pontes como governador-geral, o governador da província de Tete, capitão António Maria Travassos Valdez (filho do 2.º conde do Bonfim), morrera em combate em Massangano, em 5 de agosto de 1868; criando assim uma delicada situação política e militar, que exigia a rápida nomeação de um substituto capaz de garantir a presença portuguesa em Tete.

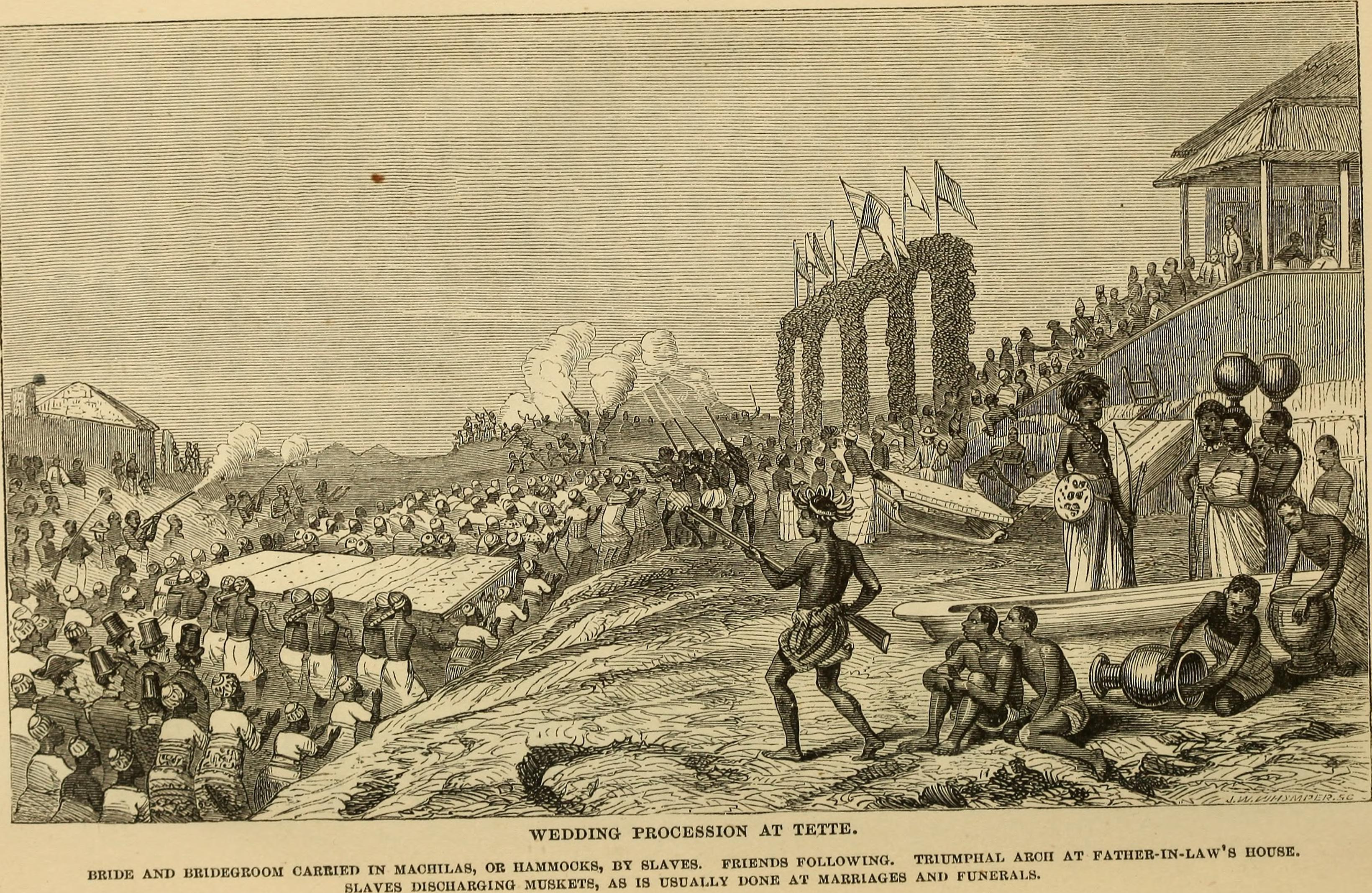
Uma imagem representado uma cerimónia em Tete, na década de 1860. Manuel Nicolau Pontes de Ataíde e Azevedo foi governador de Tete a partir de fevereiro de 1869 e lá faleceu, exercendo o cargo, em outubro de 1869, com 47 anos de idade.

Surpreendentemente, o governador-geral Pontes de Ataíde e Azevedo ofereceu-se para aceitar essa arriscada missão, sendo assim interinamente nomeado, ainda no ano de 1868, para ir tomar posse dos cargos de governador de Tete e de comandante do batalhão de caçadores de Moçambique n.º 2. O objetivo era o de levar para Tete, com a maior urgência, os reforços militares necessários ao controle da situação. Para esse efeito, reuniram-se em Quelimane cerca de 200 praças e 5 oficiais, incluindo 4 alferes e 50 praças que tinham recentemente chegado de Portugal.
No comando desse corpo militar, Manuel Pontes de Ataíde e Azevedo encetou a viagem de Quelimane a Tete por via fluvial (pois os caminhos por terra estavam intransitáveis) no início do verão de 1869, em plena estação chuvosa. Devido ao clima, grande parte dos mantimentos para as tropas deterioraram-se, e muitos soldados foram acometidos por doenças, ao ponto de Ataíde e Azevedo escrever, em relatório que mais tarde enviaria ao governo-geral, que "a meio caminho apenas 15 soldados estavam em condições de combater". A isso se somou a deserção de dezenas de praças, incluindo algumas europeias, com o respectivo armamento, o que fez com que o novo governador chegasse finalmente a Tete com apenas 99 homens.
Na sua viagem, o novo governador de Tete passou por Massangano, onde se avistou com um chefe "rebelde", que controlava a região; esse encontro teve lugar a pedido da própria câmara municipal de Tete, que escreveu a Ataíde e Azevedo, sustentando ser essa a melhor maneira de evitar o risco de um ataque à vila por essas forças africanas. Durante o encontro, o governador assegurou o seu interlocutor dos seus intentos pacíficos, de mera passagem por Massangano em direção a Tete, onde as tropas portuguesas ficariam estacionadas.
O clima de Tete, porém, não pouparia o novo governador, que faleceria poucos meses depois da sua chegada, em outubro de 1869, com apenas 47 anos de idade.

## Família
Era filho de outro Manuel Nicolau de Pontes Ataíde e Azevedo, brigadeiro do exército português, nascido em Lisboa, Santa Isabel, c. 1780, e de Luísa Cândida de Andrade, nascida em LIsboa, São Mamede, c. 1785. O casamento tivera lugar em Lisboa, Mercês, a 26 de outubro de 1807.
E neto paterno de Joaquim António Xavier de Pontes Correia Manoel (Lisboa, Encarnação, 19.04.1743 -?) e de D. Maria da Piedade Xavier de Ataíde Azevedo Brito Malafaia (Sintra, Belas, 17.03.1745 -?), que haviam casado em Lisboa, Santa Isabel, em 06.09.1764. D.Maria da Piedade fora baptizada em 5 de abril de 1745, sendo padrinho D. Manuel de Bragança, Infante de Portugal.
Sendo assim primo direito de D. Maria Rosa Xavier de Ataíde de Melo e Castro e Sousa (1811 - 1884), herdeira do morgadio dos Sousa de Meneses copeiros-mores, por morte do Duque de Terceira, comendadora da vila de Alcaria Ruiva, na Ordem de Santiago, e última senhora, na sua família, do Palácio do Cunhal das Bolas, situado no Bairro Alto, em Lisboa.
Os seus sobrenomes Ataíde e Azevedo provinham assim de sua avó paterna, por sua vez neta de D. António José de Ataíde Azevedo e Brito (Lisboa, Sacramento, 23.09.1688 - 1750), senhor das honras de Barbosa e de Ataíde e das vilas de Aguieira e Mourisca, e também comendador de S. Pedro de Folgosinho na Ordem de Cristo.
Manuel Nicolau Pontes de Ataíde e Azevedo teve do seu casamento, do qual enviuvou muito cedo, um filho homónimo, que faleceria, ainda criança, na ilha de Moçambique, em 31 de dezembro de 1849.